# Kārlis Tenissons
Kārlis Tenissons (ros. Карл Яковлевич Тенисон, ur. 18 stycznia 1897 w guberni inflanckiej, zm. 10 września 1938 w Moskwie) – funkcjonariusz radzieckich służb specjalnych, major bezpieczeństwa państwowego.

## Życiorys
Urodził się w łotewskiej rodzinie chłopskiej. Uczył się w szkole miejskiej w Wolmarze, od grudnia 1916 do kwietnia 1918 służył w rosyjskiej armii, od czerwca 1917 należał do SDPRR(b), od grudnia 1918 do maja 1919 był milicjantem w Wolmarze (ówcześnie pod kontrolą Łotewskiej SRR). Od maja 1919 do maja 1920 pracował w wydziale rejestracyjnym sztabu 15 Armii, od czerwca 1920 do czerwca 1921 był pełnomocnikiem Wydziału Specjalnego Czeki 15 Armii Frontu Zachodniego i pracownikiem Wydziału Specjalnego 16 Armii w Czerykowie oraz 17 Dywizji Piechoty, od lipca 1921 do stycznia 1921 był w oddziale pogranicznym Czeki/GPU. Od stycznia 1923 do listopada 1924 kierował wydziałem gubernialnego oddziału GPU w Witebsku, od listopada 1924 do marca 1928 był pełnomocnikiem gubernialnego oddziału GPU w Smoleńsku na powiaty gżacki i wiaziemski i jednocześnie od kwietnia 1926 do marca 1928 szefem Wydziału Specjalnego GPU 29 Dywizji Piechoty, a później Wydziału Specjalnego GPU 4 Korpusu Piechoty i do czerwca 1931 27 Dywizji Piechoty. Od czerwca 1931 do 8 sierpnia 1933 był szefem mozyrskiego sektora operacyjnego GPU i szefem Wydziału Specjalnego GPU 3 Dywizji Piechoty, od 8 sierpnia 1933 do 28 września 1934 szefem homelskiego sektora operacyjnego GPU/NKWD, od 28 września 1934 do 2 lutego 1935 szefem Zarządu Milicji Robotniczo-Chłopskiej NKWD Białoruskiej SRR i jednocześnie od 1 stycznia do 2 lutego 1935 pomocnikiem ludowego komisarza spraw wewnętrznych Białoruskiej SRR ds. milicji. Od 2 lutego do 27 grudnia 1935 był szefem Zarządu Milicji Robotniczo-Chłopskiej Zarządu NKWD Kraju Wschodniosyberyjskiego i jednocześnie pomocnikiem szefa Zarządu NKWD Kraju Wschodniosyberyjskiego, od 27 grudnia 1935 do 16 lutego 1937 szefem Zarządu NKWD Karelskiej ASRR, a od 17 lutego 1937 do 31 stycznia 1938 ludowym komisarzem spraw wewnętrznych Karelskiej ASRR i jednocześnie od 14 marca do 28 kwietnia 1938 szefem Wydziału Leśnego Głównego Zarządu Poprawczych Obozów Pracy NKWD ZSRR. 15 września 1936 otrzymał stopień kapitana, a 26 maja 1937 majora bezpieczeństwa państwowego. W 1932 został odznaczony Orderem Czerwonego Sztandaru Pracy Białoruskiej SRR i Odznaką "Honorowy Funkcjonariusz Czeki/GPU (XV)".
28 kwietnia 1938 został aresztowany pod zarzutem bycia agentem łotewskiego wywiadu i uczestnikiem łotewskiej organizacji kontrrewolucyjnej, zmarł w czasie śledztwa w moskiewskim więzieniu Butyrki.